# NGC 1494
NGC 1494 é uma galáxia espiral barrada (SBcd) localizada na direcção da constelação de Horologium. Possui uma declinação de -48° 54' 34" e uma ascensão recta de 3 horas, 57 minutos e 42,5 segundos.
A galáxia NGC 1494 foi descoberta em 28 de Dezembro de 1834 por John Herschel.